# Koç Rams
El Istanbul Rams o Koç Rams, Estambul, es un equipo de fútbol americano que se estableció en Turquía. Rams, Turquía está luchando bajo la Liga Protegida de Fútbol 1 de la IFAF en Turquía y está situada en la Liga de Campeones. 

## Historia
Rams fue fundada en 2004. Rams, Turquía en 2013 después de ascender a la Liga Protegida de Fútbol 1 en 2014, 2015 y 2016 1. Turquía la Liga Protegida de Fútbol 1  y llegó al partido final. En 2016, ganó el primer Campeonato de la Superliga al derrotar a los Boğaziçi Sultans 21-14. Además, 2016 fue el primer año del equipo en la Liga de Campeones de la IFAF. Rams se convirtió en el primer equipo turco en ganar el partido de la Liga de Campeones al derrocar a los Griffons de San Petersburgo de Rusia. Posteriormente, los Carlstad Crusaders derrotaron a los campeones reinantes en Suecia para convertirse en el primer equipo turco en disputar la Final Four Champions League. Participaron en la Final Four de la Liga de Campeones IFAF 2016 celebrada en Wroclaw, Polonia, el 21 de julio. Se enfrentaron a los marineros de Milán y perdieron 17-14 en el último segundo. A pesar de la derrota en la Final Four, fueron vistos como la mayor sorpresa de la Liga de Campeones IFAF en 2016.